# Jack Hoxie
Jack Hoxie (11 de janeiro de 1885 – 28 de março de 1965) foi um cowboy de rodeios e um ator de cinema estadunidense da era do cinema mudo. Com mais de 120 filmes, se tornou mais conhecido pelos Westerns em que atuou.

## Biografia

### Carreira
Nascido John Hartford Hoxie em Kingfisher Creek, em um território indígena (atualmente Oklahoma), filho do veterinário Bart 'Doc' Hoxie, que morreu em um acidente com um cavalo, e de uma mãe meio índia da tribo Nez Perce (algumas fontes reportam que ela era Cherokee)  chamada Matilda E. Quick Hoxie. Após a morte do pai, Jackie mudou com a mãe para Northern Idaho, onde, muito cedo, Jack começou a trabalhar como cowboy em um rancho. Matilda casou-se então com um rancheiro e domador de cavalos chamado Calvin Scott Stone. A família então foi para Boise, onde Jack trabalhou como um empacotador para um forte do exército dos EUA, continuando a aprimorar suas habilidades como cavaleiro competindo em rodeios. Em 1909, ele conheceu o artista Dick Stanley e entrou para o Wild West show. Foi durante este período que Jack conheceu e se casou com sua primeira esposa, Hazel Panting, que era uma amazona do show. Teve duas filhas com Hazel, Ramona e Pearl.

### Cinema
Hoxie continuou atuando no circuito de rodeios até 1913, quando atuou em um western curta-metragem, The Tragedy of Big Eagle Mine. Creditado como Hart Hoxie (nome que usou até 1919), continuou a atuar em westerns curtos através dos anos 1910, em pequenos papéis. Em 1919, após ter atuado em aproximadamente 35 filmes, ele atuou no seriado dirigido por Paul Hurst, Lightning Bryce, interpretando Sky Bryce. Hoxie passou a ser creditado como Jack Hoxie e usou esse nome permantentemente. Em 1920, casou com sua segunda esposa, a atriz Marin Sais, após o divórcio de Hazel Panting.

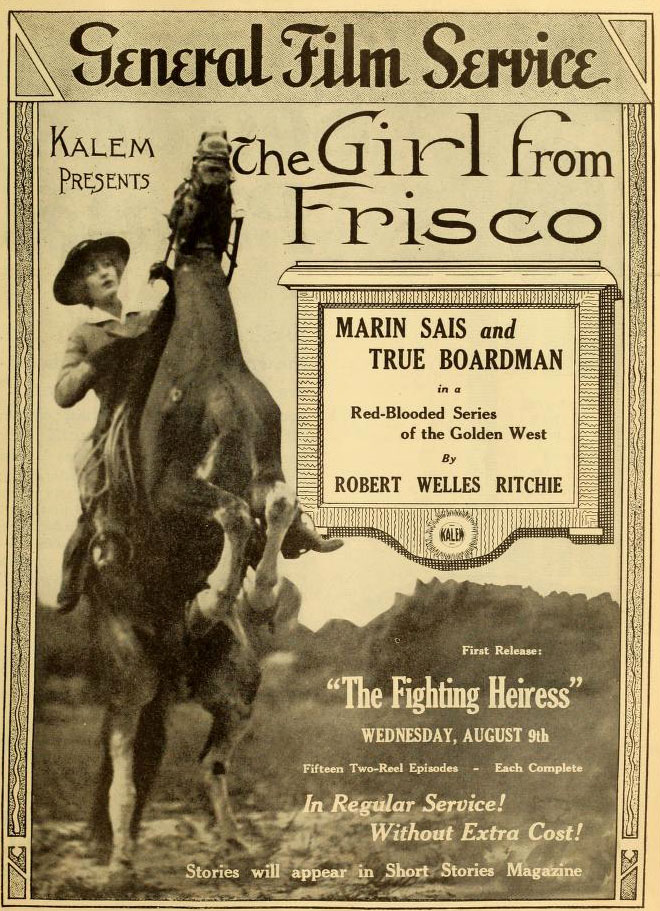
Cartaz do seriado de 1916 The Girl from Frisco, estrelado pela futura esposa de Jack, Marin Sais. Jack também atuou no seriado, em um papel menor.

Nos anos 1920, Hoxie se tornou uma estrela muito popular dos westerns, atuando em filmes para companhias como Pathé Exchange, Arrow Film Corporation, National Film Corporation of America e Sunset Pictures. Em 1923, a Universal Pictures encabeçada por Carl Laemmle colocou Hoxie sob contrato, atuando ao lado de outros cowboys estelares da época, tais como: Art Acord, Harry Carey e Hoot Gibson. Hoxie apareceu em filmes importantes da época, tais como Where Is This West?, em 1923, com Mary Philbin e Hello, 'Frisco, da Universal Pictures, em 1924, ao lado de atores populares como Jackie Coogan, Norman Kerry, Barbara La Marr, Antonio Moreno, Anna Q. Nilsson, Bebe Daniels e Rin Tin Tin. Esse filme foi projetado para mostrar a lista dos atores mais populares da Universal. Hoxie, muitas vezes em cima de seus cavalos, Fender e Dynamite, atuou ao lado de atrizes como Marceline Day, Alice Day, Helen Holmes, Lottie Pickford e Fay Wray em westerns do cinema mudo.

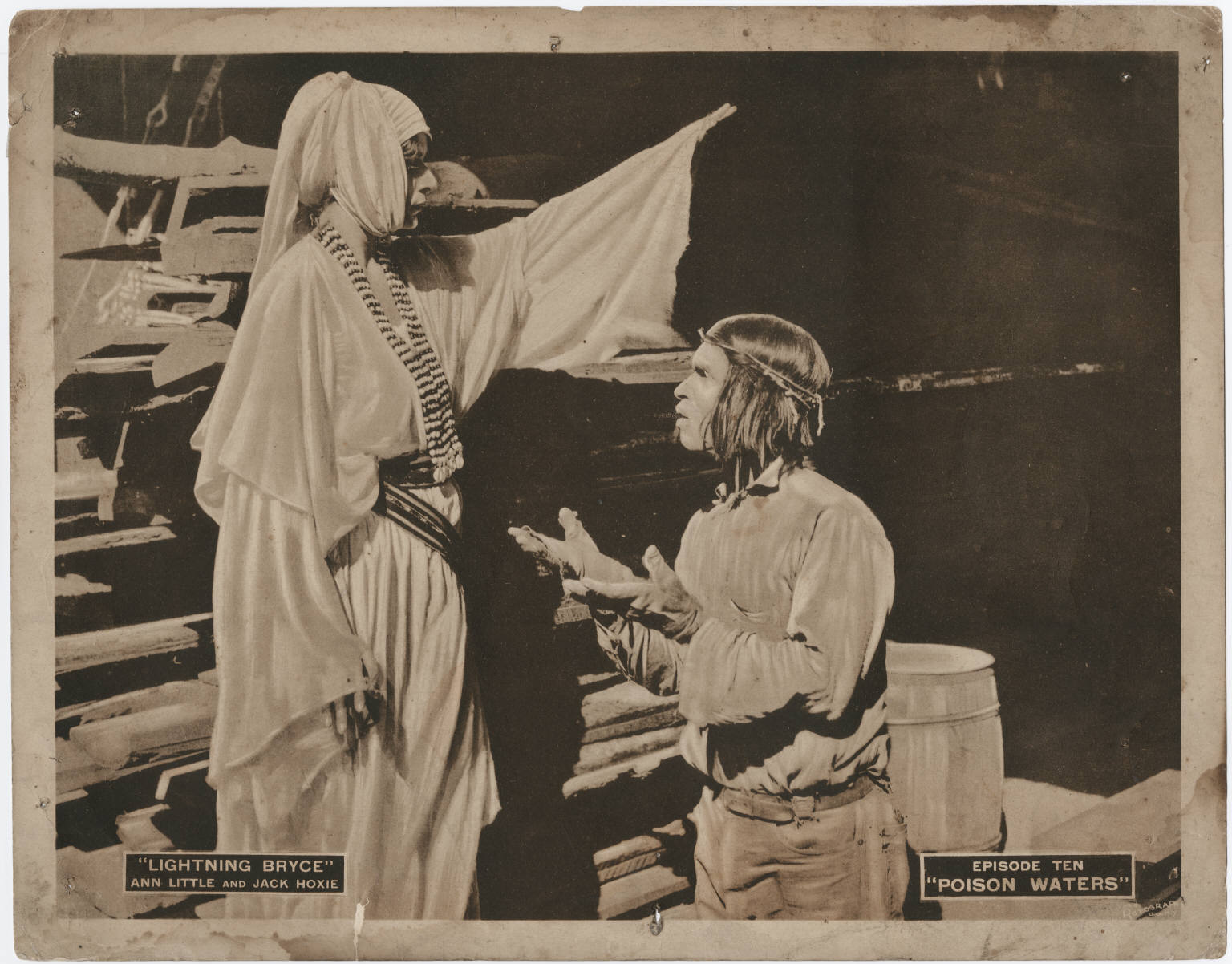
Cena do seriado "Lightning Bryce", de 1919, com Jack Hoxie ao lado de Ann Little.

Durante esse período, seu irmão mais jovem, Al Stone, começou a atuar também, em westerns, mudando seu nome para Al Hoxie, em especial em uma série de filmes do diretor J. P. McGowan. Em 1925, o pai de Jack, Scott Stone, foi condenado pelo seqüestro e assassinato em Los Angeles das irmãs May e Nina Martin e condenado à morte, sentença essa que foi comutada para prisão perpétua sem condicional, depois do promotor de Keyes dizer ao governador que seu escritório tinha cometido erros no caso; ambos, Jack e Al Hoxie, recusaram-se a ajudar na sua defesa.
Em 1926, Laemmle e a Universal escolheram Jack para interpreter Buffalo Bill no filme da Metropolitan Pictures, The Last Frontier, co-estrelado por William Boyd. O filme fez grande sucesso e Hoxie foi bemcotado pelo papel. Em 1927, no entanto, Hoxie começou a ficar insatisfeito com o seu contrato na Universal e recusou-se a renegociar para outra temporada no estúdio. Ele iria continuar ao longo de 20 anos a fazer filmes de menor qualidade com estúdios de cinema inferiores. Ele fez seu último filme mudo, Forbidden Trail, em 1929, antes de voltar ao trabalho em circuitos de rodeios, carnavais e no Miller Brothers 101 Ranch Wild West Show.
Durante os anos 1930, Jack fez um breve retorno ao cinema assinando um contrato com a Majestic Pictures. Os filmes desse período, no entanto, pouco fizeram para reviver sua carreira de ator e ele voltou mais uma vez o circuito de rodeios. Sua última aparição cinematográfica foi no filme de 1933, Trouble Busters, ao lado de Lane Chandler, que atuara já muitas vezes com Hoxie.
Hoxie se divorciou de Marin Sais em 1925, e casou pela terceira vez, em 1944, com Dixie Starr. O casal operou por um tempo um rancho em Hereford, no Arizona, chamado Broken Arrow Ranch. Após um incêndio que consumiu o rancho, Jack mais uma vez começou a aparecer em Wild West shows, muitas vezes creditado como "Famous Western Screen Star". Hoxie faria aparições ao longo da década de 1940 e 1950, antes de finalmente fazer sua última aparição pública em 1959, para o Bill Tatum Circus.
Jack divorciou-se de Dixie Starr e casou pela quarta vez, com Bonnie Avis Showalter, e o casal se retirou para um pequeno rancho no Arkansas, e posteriormente mudou-se para a antiga casa de sua mãe Matilda, em Oklahoma. No fim da vida, Jack desenvolveu leucemia, e morreu em 1965, aos 80 anos. Foi sepultado no Willowbar Cemetery, em Keyes, Oklahoma, sob o epitáfio "A Star in Life - A Star in Heaven. RX Ilha".

## Filmografia parcial
- The Tragedy of Big Eagle Mine (1913)
- The Hazards of Helen (1914, seriado, cap. 3, como Art Hoxie)
- The Diamond from the Sky (seriado, 1915)
- The Girl from Frisco (1916)
- A Fight for Millions (seriado, 1918)
- The Iron Test (seriado, 1918)
- The Valley of the Giants (1919)
- Lightning Bryce (seriado, 1919)
- A Man from Nowhere (1920)
- Thunderbolt Jack (seriado, 1920)
- Death Valley Kid (1920)
- The Desert Bridegroom (1922)
- Barb Wire (1922)
- The Forbidden Trail (1923)
- Where Is This West? (1923)
- The Phantom Horseman (1924)
- Hello, 'Frisco (1924)
- The Wild Horse Stampede (1926)
- The Last Frontier (1926)
- Heroes of the Wild (seriado, 1927)
- The Western Whirlwind (1927)[13]
- Forbidden Trail, em 1929
- Trouble Busters (1933)